# 匙形流石蛾
匙形流石蛾（学名：Rhyacophila coclearis）为流石蛾科流石蛾屬下的一个种。